# Amphitrite variabilis
Amphitrite variabilis är en ringmaskart som först beskrevs av Risso 1826.  Amphitrite variabilis ingår i släktet Amphitrite och familjen Terebellidae. Inga underarter finns listade i Catalogue of Life.